# Knipowitschia croatica
Knipowitschia croatica је зракоперка из реда Perciformes и фамилије Gobiidae.

## Угроженост
Ова врста се сматра рањивом у погледу угрожености врсте од изумирања.

## Распрострањење
Врста је присутна у Босни и Херцеговини и Хрватској.

## Станиште
Станишта врсте су речни екосистеми и слатководна подручја.